# A kulcs (regény)
A kulcs (japánul: 鍵, Kagi) Tanizaki Dzsunicsiró erotikus regénye. A japán eredeti 1956-ban jelent meg és rögtön botránykönyvvé vált miután pornográfiával vádolták meg. A magyar fordítást a francia nyelvű kiadás alapján Kolozsvári Papp László készítette, és 1990-ben jelent meg az Európa Könyvkiadónál.
A regényt többször is megfilmesítették. Az 1959-ben készült első filmváltozat, az Odd Obsession 1960-ban Golden Globe-díjat nyert, illetve Cannes-ban megkapta a Zsűri különdíját.

## Történet
|  | Alább a cselekmény részletei következnek! |

A történet két, párhuzamosan vezetett napló bejegyzéseiből bontakozik ki. A naplóírást a férj kezdi január 1-ei dátummal, majd néhány nappal később a feleség, Ikuko is elkezd naplót vezetni. A cselekményt így két különböző nézőpontból ismerhetjük meg. A két napló írója, a férj és a feleség, a hagyományos japán elveket betartva nem beszélik meg egymással házaséletük és szexuális életük problémáit, hanem a szigorú erkölcsi elvárások alól kibújva azt találják ki, hogy ezekről a dolgokról „titkos” naplót vezetnek. Ezt a titoktartási szabályt látszólag mind a ketten be is tartják, és nem olvassák egymás naplóját.
Az idősödő férj egyre inkább úgy érzi, hogy nem tud megfelelni fiatalabb felesége szexuális igényeinek, ezért saját vágyát különböző „ajzószerekkel” próbálja fokozni. Először azt találja ki, hogy a feleségét leitatva, annak meztelen testéről készít fényképeket, majd ezen túllépve a saját féltékenységének szításával próbálkozik. Utóbbihoz Kimurát használja fel, aki eredetileg a lányuk udvarlójaként lett a család barátja, azonban hamar nyilvánvalóvá válik, hogy az anyához talán még jobban vonzódik, mint a lányához.
Ebbe a játékba a feleség is belemegy, a dolog előrehaladtával azonban a férj egészségi állapota rohamosan rosszabbodni kezd. Állandósul magas vérnyomása, memóriazavarai lesznek. A feleség ekkor azonban már nem tudja, nem akarja abbahagyni a Kimurával kialakult viszonyt, amiben Tosiko lányuk is egyre inkább támogatja őt. Néhány hónap elteltével azután a férj egy szeretkezés alkalmával szélütést kap, félig lebénul. Ettől kezdve folyamatos ápolásra szorul, és nem tud többé felkelni az ágyból. Az ő naplóbejegyzései ezzel hirtelen véget érnek, többé nem képes írni.
A története végét a feleség naplóbejegyzéseiből ismerjük meg, amelyek továbbra is a korábbi stílusban íródnak. A férj második szélütése és május 2-i halála után ezek a bejegyzések is megszakadnak egy időre, de június 9-én Ikuko mégis folytatja a naplót. Ebben a második részben azonban már csak összegez, és az előző hónapok naplóbejegyzéseit újraolvasva bevallja, hogy ő korábban is folyamatosan olvasta férje naplóját, illetve hogy saját naplójának írásakor szándékosan írt hazug dolgokat, hogy ezzel félrevezesse a férjét, egészen odáig, hogy végül már saját maga siettesse férje második agyvérzését és halálát.
Ami még Ikuko számára sem teljesen világos az az, hogy mindebben vajon lányuk mennyire volt társa, de feltételezhető, hogy a háttérből valójában sokszor ő irányította a dolgok kimenetelét.

### Szereplők
- A férj
- Ikuko, a feleség
- Tosiko, a lányuk
- Kimura, a feleség szeretője
- Baja, a család szolgálója
- Szóma professzor
- Kodama doktor
- Koiko, a férj apolónője

|  | Itt a vége a cselekmény részletezésének! |

## Megjelenések
- japán nyelven: 鍵, Csúókóron-sa, Tokió, 1956
- angol nyelven: The Key, Knopf, 1961, ford.: Howard Hibbett
- német nyelven: Der Schlüssel, Rowohlt Verlag GmbH, Reinbek bei Hamburg, 1961, ford.: Sachiko Yatsushiro és Gerhard Knauss

### Magyarul
- A kulcs. Regény; ford. Kolozsvári Papp László, Európa, Bp., 1990 (Bibliotheca erotica) ISBN 963-07-5060-0

## Filmfeldolgozások
- Odd Obsession, 1959, rendezte: Icsikava Kon[1]
- La chiave, 1983, rendezte: Tinto Brass